# Caradrina turatii
Caradrina turatii là một loài bướm đêm trong họ Noctuidae.